# JD Samson
Jocelyn Samson, in arte JD Samson (Cleveland, 4 agosto 1978), è una musicista, disc jockey e cantante statunitense.

## Biografia
Cresce a Cleveland, Ohio, nel sobborgo di Pepper Pike, dove frequenta la Orange High School.
Nel 2000 si laurea al Sarah Lawrence College.
Nello stesso anno entra a far parte del gruppo musicale dance punk Le Tigre per sostituire Sadie Benning. Inoltre suona nella formazione The New England Roses e accompagna i concerti dell'artista Peaches.
Nel 2004, Kelefa Sanneh del New York Times la definisce come "un'icona del nerdy cool".
È la cofondatrice del gruppo di ballerine Dykes Can Dance.
Nel 2003 realizza il JD's Lesbian Calendar, in collaborazione con il fotografo Cass Bird, seguito nel 2006 da JD's Lesbian Utopia, un calendario che documenta il suo viaggio attraverso gli Stati Uniti.
Dal 2007 lavora con Johanna Fateman ad un progetto chiamato MEN, di cui fanno parte anche Michael O'Neill e Ginger Brooks Takahashi e che si avvale della collaborazione di Emily Roysdon.
Nel 2009 torna con Le Tigre per produrre alcuni brani del nuovo album di Christina Aguilera, Bionic.

## Discografia

### Le Tigre
- 2001 - Feminist Sweepstakes
- 2004 - This Island